# فابیان کلوس
فابیان کلوس (انگلیسی: Fabian Klos؛ زادهٔ ۲ دسامبر ۱۹۸۷) بازیکن فوتبال اهل آلمان است.
از باشگاه‌هایی که در آن بازی کرده‌است می‌توان به باشگاه فوتبال وولفسبورگ و باشگاه فوتبال آرمینیا بیله‌فلد اشاره کرد.